# Westerville
Westerville és una població dels Estats Units a l'estat d'Ohio. Segons el cens del 2000 tenia 35.318 habitants.

## Demografia
Segons el cens del 2000, Westerville tenia 35.318 habitants, 12.663 habitatges, i 9.547 famílies. La densitat de població era de 1.100,6 habitants/km².
Dels 12.663 habitatges en un 39,3% hi vivien nens de menys de 18 anys, en un 64,8% hi vivien parelles casades, en un 8,3% dones solteres, i en un 24,6% no eren unitats familiars. En el 20,9% dels habitatges hi vivien persones soles el 8% de les quals corresponia a persones de 65 anys o més que vivien soles. El nombre mitjà de persones vivint en cada habitatge era de 2,67 i el nombre mitjà de persones que vivien en cada família era de 3,11.
Per edats la població es repartia de la següent manera: un 26,9% tenia menys de 18 anys, un 9,1% entre 18 i 24, un 27,1% entre 25 i 44, un 26,5% de 45 a 60 i un 10,4% 65 anys o més.
L'edat mediana era de 38 anys. Per cada 100 dones de 18 o més anys hi havia 84,9 homes.
La renda mediana per habitatge era de 69.135 $ i la renda mediana per família de 82.163 $. Els homes tenien una renda mediana de 55.053 $ mentre que les dones 36.510 $. La renda per capita de la població era de 29.401 $. Aproximadament el 2,5% de les famílies i el 3,5% de la població estaven per davall del llindar de pobresa.

## Poblacions més properes
El següent diagrama mostra les poblacions més properes.